# Symétrie T
Nommée ainsi dans le cadre de la physique des particules, on dit qu'une théorie possède la symétrie T, ou encore symétrie par renversement du temps, si elle est invariante sous la transformation d'inversion du temps c'est-à-dire qui effectue le changement suivant sur la coordonnée de temps
{\displaystyle t\mapsto -t}
Alors que la symétrie T semble naturelle en mécanique quantique, elle est néanmoins violée dans le cadre du modèle standard car la symétrie CP est violée alors que par la symétrie CPT obtenue par application simultanée du renversement du temps, de la conjugaison de charge et de la transformation de parité doit être respectée pour être compatible avec l'invariance de Lorentz.